# Theodosius I van Bragança
Theodosius I van Bragança (1520 - 1563) was een zoon van Jacobus I van Bragança en Eleonora van Mendonça. Hij volgde in 1532 zijn vader op als hertog van Bragança. Theodosius was, als typisch renaissancevorst, een groot liefhebber van schilderkunst en cultuur. In 1539 was hij gehuwd met:
- Isabella van Lancaster-Bragança (1514-1558)
- Beatrix, dochter van Lodewijk van Lancaster-Coimbra-Aveiro,

en werd de vader van:
- Johan I (1543-1583)
- Jacobus
- Isabella.